# Braciola di capra di Siano
La braciola di capra di Siano è un involtino di carne di capra, tipicamente spalla o coscia, ripieno di erbe aromatiche (aglio, prezzemolo, pepe) e formaggio pecorino stagionato. 

## Descrizione
Viene cotta in umido con pomodori pelati e olio extravergine di oliva. Il sugo che si ricava dalla cottura è utilizzato anche come condimento della pasta nei primi piatti: tradizionalmente si utilizzano gli ziti o zitoni.
È un piatto tipico della cucina tradizionale della valle del Sarno. 
La regione Campania ha ottenuto dal Ministero il riconoscimento per la Braciola di Capra di Siano di prodotto tradizionale.